# 萬物有時
〈萬物有時〉（英語："A Time for Everything"）是香港歌手鄭秀文的單曲，於2021年5月4日由寰亞唱片作數位發行，並收錄於2021年8月18日發行的迷你專輯《Listen To Mi》。歌曲的音樂樣本早在發行的三年前便已經交到鄭秀文手上，但卻一直未能收到符合她心境的歌詞，直至最後收到現時由悅晴填詞的版本才決定錄製發行。
歌曲推出後獲得熱烈回響，成為903專業推介與新城勁爆流行榜兩台冠軍歌，並打進中文歌曲龍虎榜、Chill Club 推介榜跟勁歌金榜前5位。

## 歌曲列表
| 線上下載 串流媒體 | 線上下載 串流媒體 | 線上下載 串流媒體 |
| 曲序              | 曲目              | 时长              |
| ----------------- | ----------------- | ----------------- |
| 1.                | 萬物有時          | 3:44              |

## 製作團隊
資料來自〈萬物有時〉音樂錄影帶於YouTube的說明文字。
- 作曲：麥鏇璧
- 填詞：悅晴
- 編曲：何秉舜
- 監製：蔡德才@人山人海 / 何秉舜
- 模特：廖旖琦

## 榜單
| 週榜單（2021年）        | 最高 名次 |
| ----------------------- | --------- |
| 香港（903專業推介）     | 1         |
| 香港（中文歌曲龍虎榜）  | 2         |
| 香港（新城勁爆流行榜）  | 1         |
| 香港（勁歌金榜）        | 5         |
| 香港（Chill Club 推介） | 3         |

## 資料來源
1. ↑  . 明報. 2021-05-04  [2021-07-12]. （原始内容存档于2021-07-12）.
2. ↑  . 寰亞音樂 Media Asia Music Official Channel於YouTube. 2021-05-04  [2021-07-12]. （原始内容存档于2022-01-01）.
3. ↑  . 檸音樂. 2021-06-12  [2021-07-12]. （原始内容存档于2021-06-24）.
4. ↑  . 香港電台網站. 2021-06-26  [2021-07-12]. （原始内容存档于2021-07-12）.
5. ↑  . 新城知訊台. 2021-07-10  [2021-07-12]. （原始内容存档于2021-07-12）.
6. ↑  . 檸音樂. 2021-06-05  [2021-07-12]. （原始内容存档于2021-06-24）.
7. ↑  . ViuTV於Facebook. 2021-06-20  [2021-07-12].